# Wołodymyr Morozow
Wołodymyr Iwanowycz Morozow (ukr. Володимир Іванович Морозов, ur. 4 marca 1940 w Krasnowodzku, zm. 8 lutego 2023) – radziecki kajakarz. Trzykrotny złoty medalista olimpijski.
W igrzyskach brał udział trzykrotnie (IO 64, IO 68, IO 72), za każdym razem sięgając po medale. W 1964 wywalczył złoto w kajakowych czwórkach na dystansie 1000 metrów. Cztery lata później sięgnął po złoto w rywalizacji dwójek. Partnerował mu Ołeksandr Szaparenko. W 1972 ponownie znalazł się w składzie zwycięskiej czwórki. Sześć razy stawał na podium mistrzostw świata, trzy razy sięgając po złoto (K-4 1000 m: 1970, 1971; K-4 10000 m: 1966), dwa po srebro (1963, K-4 1000 m: 1973) i raz po brąz (K-4 1000 m: 1966).